# Jürgen Buchenau
Jürgen Buchenau (* 1964) ist ein Historiker und Professor für Geschichte an der University of North Carolina at Charlotte in den USA.

## Leben und Wirken
Buchenau hat einen Doktortitel in Geschichte und ein Zertifikat im Fachbereich Geschichte Lateinamerikas. Er war zunächst Gastprofessor an der Universität Hamburg im Fachbereich Geschichtswissenschaft (1994–1996) sowie Assistant Professor an der Wingate University (1993–1997). Er war ebenfalls Assistant Professor an der University of Southern Mississippi (1997–1999) und anschließend an der University of North Carolina at Charlotte, wo er seit 2006 als Professor für Geschichte lehrt und Direktor des Fachbereichs Latin American Studies ist.
Buchenau war einer der Autoren des Geschichtsbuchs Jahrbuch für Geschichte Lateinamerikas mit dem Artikel Plutarco Elías Calles und Das Maximato im revolutionären Mexiko: Eine Neuinterpretation. Dieser Artikel gibt einen detaillierten Überblick über den mexikanischen Präsidenten Plutarco Elías Calles und seinen Einfluss auf die provisorischen Präsidenten von 1928 bis 1934.

## Veröffentlichungen (Auswahl)
- Mexikos einstige und zukünftige Revolution. Der soziale Umbruch und die Herausforderung der Herrschaft, Duke University Press, Durham (NC) 2013
- The Last Caudillo. Alvaro Obregón und die mexikanische Revolution, Wiley-Blackwell, Chichester, 2011.
- Plutarco Elías Calles and the Mexican Revolution, Rowman & Littlefield, Lanham (MD) 2006.